# Saulo Aponte
Saulo Aponte Córdova (Morropón, departamento de Piura, 3 de septiembre de 1985) es un futbolista peruano. Juega de delantero y su equipo actual es Calle 23 que participa en la Copa Perú.

## Clubes
| Club                      | País | Año       |
| ------------------------- | ---- | --------- |
| Alianza Lima              | Perú | 2003      |
| Grau-Estudiantes          | Perú | 2004      |
| Alianza Lima              | Perú | 2005      |
| Alianza Atlético          | Perú | 2006-2009 |
| Universidad César Vallejo | Perú | 2010-2012 |
| José Gálvez               | Perú | 2013      |
| Los Caimanes              | Perú | 2013-2014 |
| Alianza Atlético          | Perú | 2015      |
| Defensor La Bocana        | Perú | 2016      |
| Alfredo Salinas           | Perú | 2018      |
| Sport Huaquilla Baja      | Perú | 2024      |
| AEB                       | Perú | 2025      |
| Calle 23                  | Perú | 2025 -    |

## Palmarés
| Título           | Club         | País | Año  |
| ---------------- | ------------ | ---- | ---- |
| Segunda División | Los Caimanes | Perú | 2013 |